# Callispa africana
Callispa africana es una especie de  coleóptero de la familia Chrysomelidae.
Fue descrita científicamente por primera vez en 1876 por Baly.